# 프리다 핀토
프리다 핀토(Freida Pinto, 1984년 10월 18일 ~ )는 인도의 배우이다.

## 출연 작품

### 영화
- 슬럼독 밀리어네어 (2008)
- 환상의 그대 (2010)
- 혹성탈출: 진화의 시작 (2011)
- 블랙 골드 (2011)
- 신들의 전쟁 (2011)
- 나이트 오브 컵스 (2015)
- 유니티 (2015)
- 모글리: 정글의 전설 (2018)
- 팬데믹 (2020) - 에바 역
- 러브 웨딩 리피트 (2020) - 아만다 역
- 힐빌리의 노래 (2020)
- 노스 스타 (2023)

### 텔레비전
- 왕실탐정, 미라 (2020-22) - 목소리